# Armégrupp Nord
Armégrupp Nord (tyska: Heeresgruppe Nord) var namnet på två olika tyska armégrupper som stred på östfronten under andra världskriget. Den ursprungliga armégrupp Nord skapades inför invasionen av Polen. Efter att den ursprungliga armégrupp Nord inringats i Kurlandfickan så döptes den om till armégrupp Kurland och armégrupp Mitte tog över namnet armégrupp Nord.

## Polen

### Organisation
- 3. Armén
- 4. Armén
- Arméreserv bestående av
  - 10. Infanterie-Division
  - 73. Infanterie-Division
  - 206. Infanterie-Division
  - 208. Infanterie-Division

## Operation Barbarossa
Armégrupp Nord under fältmarskalk Wilhelm Ritter von Leeb skulle anfalla upp genom de baltiska staterna och de västra delarna av Vitryssland i riktning mot Leningrad. Armégruppen förfogade över två arméer och panzergruppe 4 under Generaloberst Erich Hoepner, totalt 26 divisioner varav tre pansardivisioner och tre motoriserade infanteridivisioner. Dessutom fanns det tre säkerhetsdivisioner för att kontrollera de ockuperade områdena. FBD 1 skulle stödja armégrupp Nord men kom att dras tillbaka och användas för kampanjen på Balkan. I juni 1940 sattes FBD 4 upp i Danzig som en ersättning.

### Organisation
Vid början av offensiven hade armégruppen följande organisation:
- 18. Armee
- 16. Armee
- Panzergruppe 4
- Luftflotte 1

## Befälhavare
- Fedor von Bock
- Wilhelm von Leeb